# Ееро Гейнонен
Ее́ро Але́ксі Ге́йнонен (фін. Eero Aleksi Heinonen; 27 листопада 1979, Гельсінкі) — басист у рок-гурті The Rasmus, бек-вокаліст гурту. Також він є співавтором деяких пісень гурту.

## Біографія
Народився 27 листопада в Гельсінкі. Навчався в середній школі Сібеліуса. У 15 років разом з друзями-однокласниками почав свою музичну діяльність, коли вони були у старшій школі. Це Лаурі Юльонен, Янне Гейсканен і Паулі Рантасалмі. Також грав в групі Korpi Ensemblessäу 1994—2004 і склав кілька пісень групи. Після гри в Корпі протягом багатьох років він зараз бере участь у проекті під назвою Hay & Stone (з 2004), де він вокаліст і бас-гітарист. Крім того, Ееро грає на скрипці.

## Родина
Він був першим членом групи, хто одружився, і також він перший з групи, хто став батьком. Має дві малолітні дочки, що народилися в 2003 і 2005 роках. Зараз зі своєю дружиною і дітьми він живе в Італії.

## Альбоми в складіThe Rasmus
- Peep 1996
- Playboys 1997
- Hell of a Tester 1998
- Into 2001
- Dead Letters 2003
- Hide From The Sun 2005
- Black Roses 2008
- The Rasmus 2012

## Компіляції в складіThe Rasmus
- Hell of a Collection 2001
- Best of 2001-2009 2009

## Альбоми в складіHay and Stone
- Making Waves 2006

## Альбоми в складі Korpi Ensemble
- Puu 2004

|  | Це незавершена стаття про музиканта або музикантку. Ви можете допомогти проєкту, виправивши або дописавши її. |

1. ↑  ČSFD — 2001.
2. ↑  Чеська національна авторитетна база даних